# Victoria Kaʻiulani

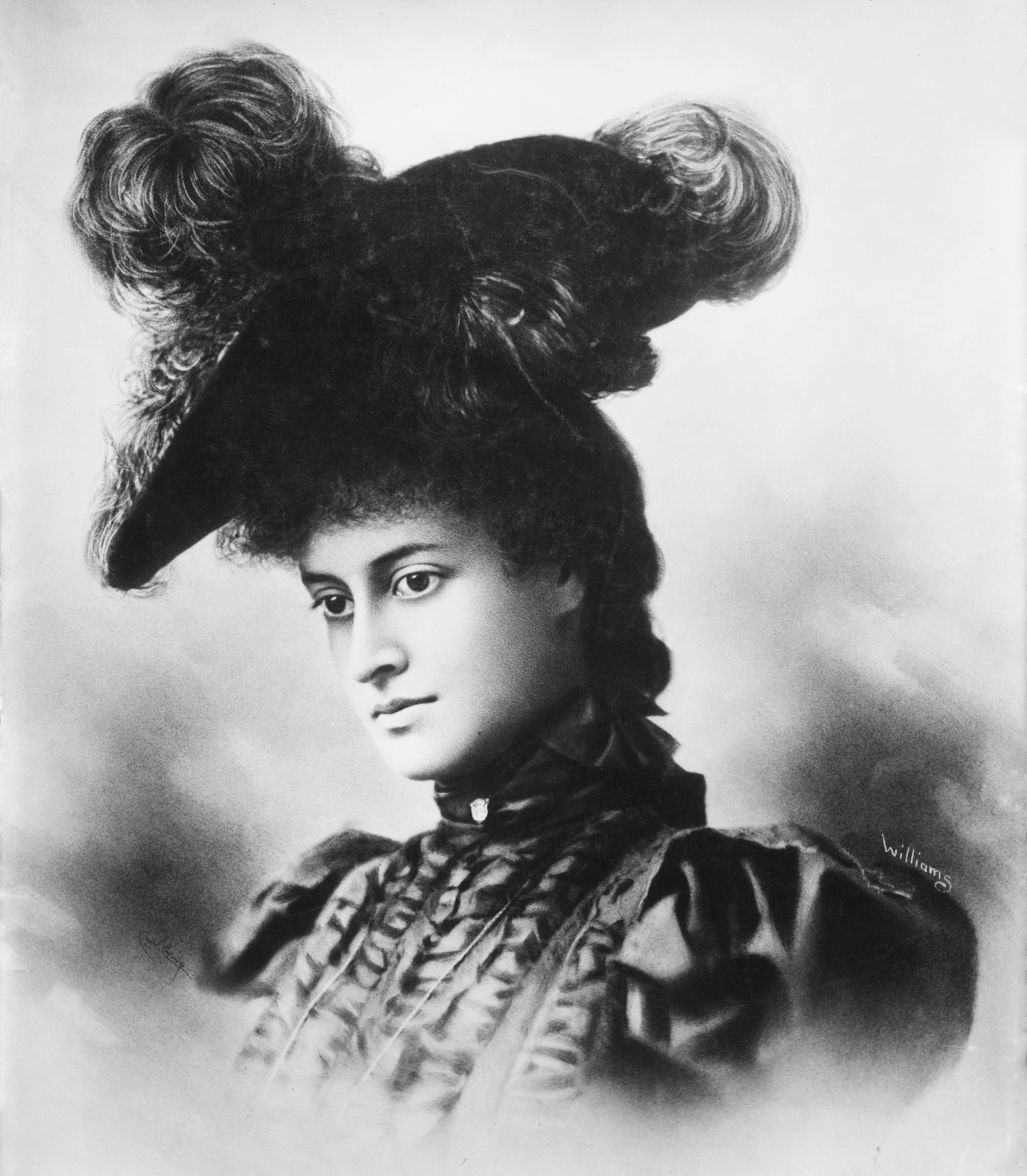
Wiktoria, księżniczka Hawajów

Wiktoria Kawēkiu Lunalilo Kalaninuiahilapalapa Kaiʻulani Cleghorn (ur. 16 października 1875 w Honolulu, zm. 6 marca 1899) – następczyni tronu Hawajów, rzeczniczka niepodległości Hawajów.
Była siostrzenicą i następczynią tronu ostatniej królowej Hawajów Liliʻuokalani (zmarła jednak wcześniej). Córką księżniczki hawajskiej Miriam Kapili Likelike oraz Szkota – Archibalda S. Cleghorna. Kształciła się na Hawajach, następnie w Londynie. Była zaprzyjaźniona z pisarzem Robertem Louisem Stevensonem.
Po upadku monarchii hawajskiej w 1893 podjęła działania na rzecz utrzymania niepodległego państwa. Odbyła podróż po USA, spotkała się m.in. z prezydentem Groverem Clevelandem, jednak bez powodzenia. Lata 1894–1897 spędziła ponownie w Anglii. W styczniu 1899 ciężko zachorowała podczas konnej wyprawy w góry, zmarła dwa miesiące później. Jest bohaterką ludową Hawajczyków, a także wielu dzieł sztuki – utworów literackich, plastycznych i muzycznych.

## Życie
Księżniczka Wiktoria Kaʻiulani wychowywała się w ʻĀinahau. Posiadłość ta była własnością Kaʻiulani podarowaną jej w dniu chrzcin przez jej ciotkę Ruth. Księżniczka zamieszkała tam, gdy była bardzo mała. Przed wyjazdem do Anglii uczyły ją guwernantki. Matka księżniczki zmarła, gdy ta miała 12 lat. Miała trzy przyrodnie siostry Rosie, Helen i jej ukochaną Annie.
Kaʻiulani wiązała wielkie nadzieje co do uratowania niepodległości Hawajów. Niestety jej marzenia o przyszłości kraju nie spełniły się. Wróciła do Anglii pełna nadziei, ale ostatecznie czynione przez nią starania o przywrócenie monarchii na Hawajach nie odniosły sukcesu. Po drobiazgowym dochodzeniu wysłannik prezydenta Clevelanda, James Blount, zalecił prezydentowi, aby natychmiast przywrócić na tron królową Liliʻuokalani. Prezydent Cleveland zgodził się, a zrobienie następnego kroku pozostawało w gestii Kongresu. Niestety, kongresmeni nie poparli stanowiska Clevelanda i Blounta.
4 lipca 1894 roku rebelianci amerykańscy ogłosili, że Hawaje nazywają się obecnie Republiką Hawajów i że Sanford B. Dole zostaje prezydentem. Następcą Grovera Clevelanda w Białym Domu był William McKinley, który bezzwłocznie autoryzował oficjalne przyłączenie Hawajów do Stanów Zjednoczonych. Królestwo przestało istnieć na zawsze.
W roku 1894 księżniczka Kaʻiulani przeżyła inny straszny wstrząs, kiedy niespodziewanie zmarł jej drogi przyjaciel Robert Louis Stevenson. Miał czterdzieści cztery lata.
W całym tym okresie przyszłość księżniczki Kaʻiulani była równie niepewna, co przyszłość samych Hawajów. Wyjechała z Brighton i przeniosła się do domku na wsi, którego właścicielką była dyrektorka Great Harrowden Hall. Aby uciec od napięcia związanego z oczekiwaniem na wiadomości z domu, Kaʻiulani podróżowała po Europie.
Pozostała na uchodźstwie, a latem 1896 roku dołączył do niej ojciec. Z braku innych możliwości księżniczka Kaʻiulani wraz z ojcem podróżowali nadal po kontynencie europejskim, obracając się w najwyższych sferach. Było to w gruncie rzeczy jałowe życie, które zupełnie nie pasowało do osobowości Kaʻiulani. Została kobietą bez ojczyzny i bez życiowego celu.
Pogorszeniu uległo też jej zdrowie: stale cierpiała z powodu migreny i wielu innych dolegliwości fizycznych, w tym omdleń i okresowych ataków grypy.
Następnie wiosną 1897 roku, księżniczka otrzymała jeszcze okropniejsze wiadomości o bliskich. Na Hawajach zmarła nagle Annie Cleghorn, ukochana przyrodnia siostra.
Miała zaledwie dwadzieścia dziewięć lat. Kaʻiulani przeżyła utratę wielu drogich osób, a w wyniku tej ostatniej straty pogrążyła się jeszcze głębiej w stanie depresji. Od tamtej pory używała tylko papeterii z czarnym obramowaniem.
W końcu, w listopadzie 1897 roku, księżniczka Kaʻiulani wraz z ojcem wrócili na Hawaje. Był to powrót po ośmiu latach nieobecności, stąd też wiele zmian, które zaszły, bardzo ją zaskoczyło. Miała nadal swoje ukochane drzewo banianu, pod którym w dzieciństwie uwielbiała spędzać czas, oraz jej kucyka o imieniu Duszek, jednak ojciec wybudował zupełnie nowy dom w ʻĀinahau, gdzie mieszkała jako dziecko. Mimo że budowla była bardzo okazała, księżniczce Kaʻiulani brakowało dobrze znanych ścian, wśród których przebiegło jej dzieciństwo. Po tylu latach spędzonych w Europie księżniczce Kaʻiulani trudno było znieść tutejsze wysokie temperatury i wilgotność klimatu hawajskiego. W rezultacie zdrowie jej nadal się pogarszało.

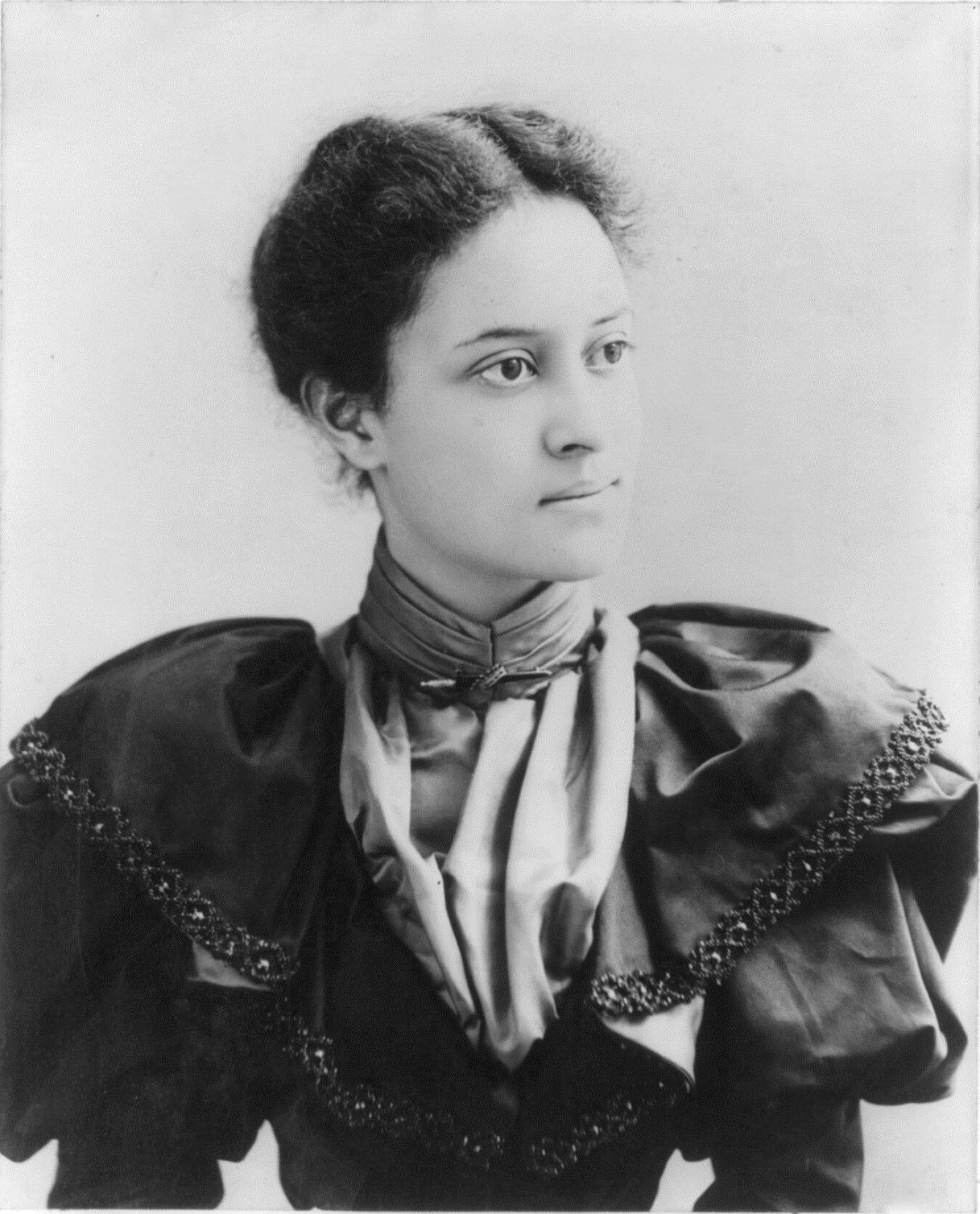
Księżniczka Wiktoria

Księżniczka Kaʻiulani robiła, co w jej mocy, aby wypełnić obowiązki przynależne jej uprzedniej pozycji. Pokazywała się publicznie i przyjmowała gości. Próbowała żyć tak, jak gdyby monarchia miała kiedyś zostać przywrócona. Nie była gotowa porzucić nadziei, że pewnego dnia będzie w stanie wypełnić przeznaczoną jej rolę i służyć ludowi jako królowa Hawajów.
Jednakże 12 sierpnia 1898 roku Hawaje zostały ostatecznie i oficjalnie zaanektowane przez Stany Zjednoczone. Po raz ostatni odegrano hymn narodowy, a następnie usunięto flagę Hawajów, powiewającą przedtem na szczycie pałacu ʻIolani, by na jej miejsce wciągnąć na maszt flagę amerykańską. Hawaje nigdy już nie odzyskały niepodległości.
Księżniczka Kaʻiulani miała poczucie, jakby jej życie skończyło się, zanim miało szansę naprawdę się rozpocząć. Od chwili przyjścia na świat wszystko, co robiła – czy mówiła – było ostatecznie skierowane na służenie krajowi z pozycji królowej. Teraz była księżniczką na wygnaniu we własnym kraju.
W tym samym roku zmarł w Europie jej ukochany opiekun Theo Davies. Księżniczka Kaʻiulani była zdruzgotana tą wiadomością i właściwie nigdy potem naprawdę nie doszła do siebie. Zrozpaczona, spędziła wiele czasu w ʻĀinahau, gdzie samotnie odbywała żałobę.
Potem stopniowo znów zaczęła uczęszczać na spotkania towarzyskie i spędzać czas z przyjaciółmi. Była jednak strasznie smutna, a jej niegdyś bardzo żywe oczy zmatowiały. Dokuczały jej obezwładniające bóle głowy, a wzrok tak się popsuł, że nie pomagały już nawet okulary.
W końcu księżniczka postanowiła odwiedzić Dużą Wyspę Hawajów, aby zmienić otoczenie. Było to zimą 1898 roku, kiedy to jej stara znajoma, Ewa Parker, wychodziła za mąż. Uroczystości ciągnęły się wiele tygodni wśród nieustającego wiru życia towarzyskiego. Księżniczka Kaʻiulani odbywała długie przejażdżki konne, albo chodziła popływać z przyjaciółmi, a oprócz tego niemal codziennie miały miejsca przyjęcia i tańce.
W styczniu 1899 roku księżniczka Kaʻiulani postanowiła wybrać się z przyjaciółmi na kolejną długą konną wycieczkę w góry. W drodze powrotnej złapała ich tropikalna burza i Kaʻiulani bardzo się przeziębiła. Kiedy cała grupa wróciła do głównego budynku, księżniczka miała już wysoką gorączkę, toteż położono ją natychmiast do łóżka. Usłyszawszy o chorobie córki, ojciec przybył od razu do Oʻahu. Zabrał ją do domu do ʻĀinahau, kiedy jej stan na tyle się poprawił, że mogła podróżować.
Potem stopniowo – choć badali ją najlepsi miejscowi lekarze – stan księżniczki Kaʻiulani ulegał pogorszeniu. Wkrótce trudno jej było nawet wstawać z łóżka, lekarze zaś stwierdzili gorączkę reumatyczną i wole.
Mijały dni, a księżniczka Kaʻiulani coraz bardziej słabła. Ojciec i jego przyjaciele robili wszystko, co w ich mocy, aby zapewnić jej wszelkie wygody i dodawać otuchy, ale wszystko wskazywało na to, że nic jej nie pomaga. W końcu zorientowali się, że ich ukochana księżniczka umiera.
Późnym wieczorem 5 marca 1899 roku stan księżniczki Kaʻiulani pogorszył się gwałtownie. Wkrótce zaczęła majaczyć. Z trudem wydyszała ostatnie słowo – mogło to być „Papa”, „Mama” albo „Koa” (imię jej kuzyna), ale nikt z czuwających przy jej łóżku nie mógł dokładnie jej zrozumieć. O drugiej nad ranem 6 marca księżniczka zakończyła życie.
Większość Hawajczyków wierzy, że serce zmarłej pękło z powodu utraty ojczyzny – a także wielu osób, które kochała. Mówi się również, iż w chwili śmierci jej ukochane pawie zaczęły spazmatycznie krzyczeć pod oknami, po czym nadal głośno krzyczały przez wiele godzin.